# Shauna Coxsey

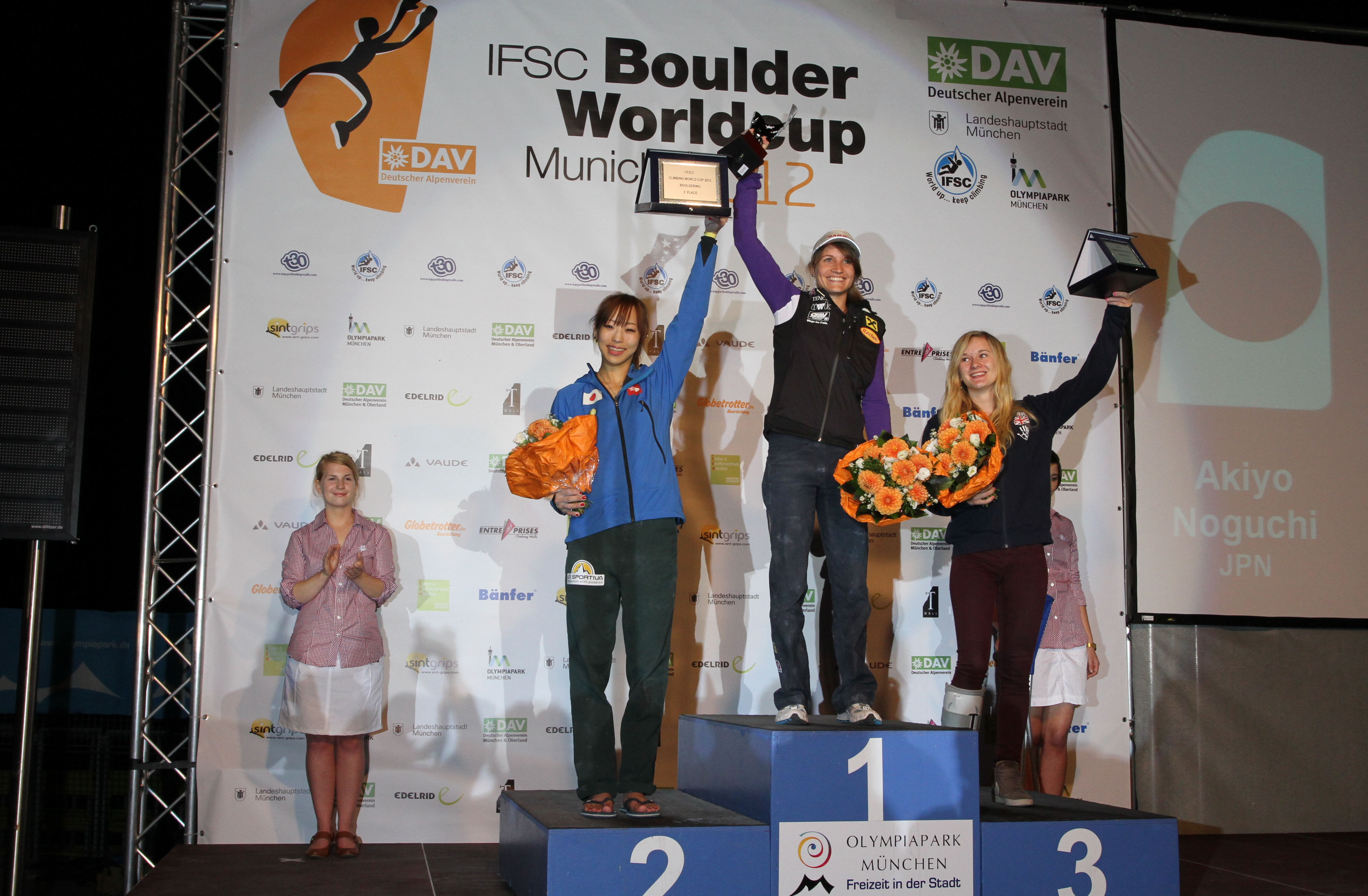
PŚ 2012 Monachium. Stoją od lewej: Akiyo Noguchi JPN (2 m.), Anna Stöhr AUT (1 m.) i Shauna Coxsey GBR (3 m.)

Shauna Coxsey (ur. 27 stycznia 1993 w Runcorn) – brytyjska wspinaczka sportowa. Specjalizuje się w boulderingu oraz we wspinaczce łącznej. Dwukrotna brązowa medalistka mistrzostw świata we wspinaczce sportowej w konkurencjach;  boulderingu oraz wspinaczki łącznej w 2019.

## Kariera sportowa
W 2019 na mistrzostwach świata w japońskim Hachiōji zdobyła dwa brązowe medale mistrzostw świata; w boulderingu oraz we wspinaczce łącznej.
Zajęcie 3. miejsca w klasyfikacji generalnej wspinaczki łącznej zapewniło bezpośrednie kwalifikacje na IO 2020 w Tokio we wspinaczce sportowej.

## Osiągnięcia

### Mistrzostwa świata
| Konkurencje       | 2011 | 2014 | 2019 |
| Bouldering        | 16   | 4    | 3    |
| Prowadzenie       | —    | —    | 17   |
| Wsp. na czas      | —    | —    | 41   |
| Wspinaczka łączna | —    | —    | 3    |

### Mistrzostwa Europy
| Konkurencje | 2013 | 2017 |
| Bouldering  | 7    | 4    |